# Streymoy
Streymoy (danès: Strømø) és l'illa més grossa i més poblada de les Illes Fèroe. La seva capital, Tórshavn es troba a la costa sud-est. El seu nom significa l'illa dels corrents (marins).

## Geografia

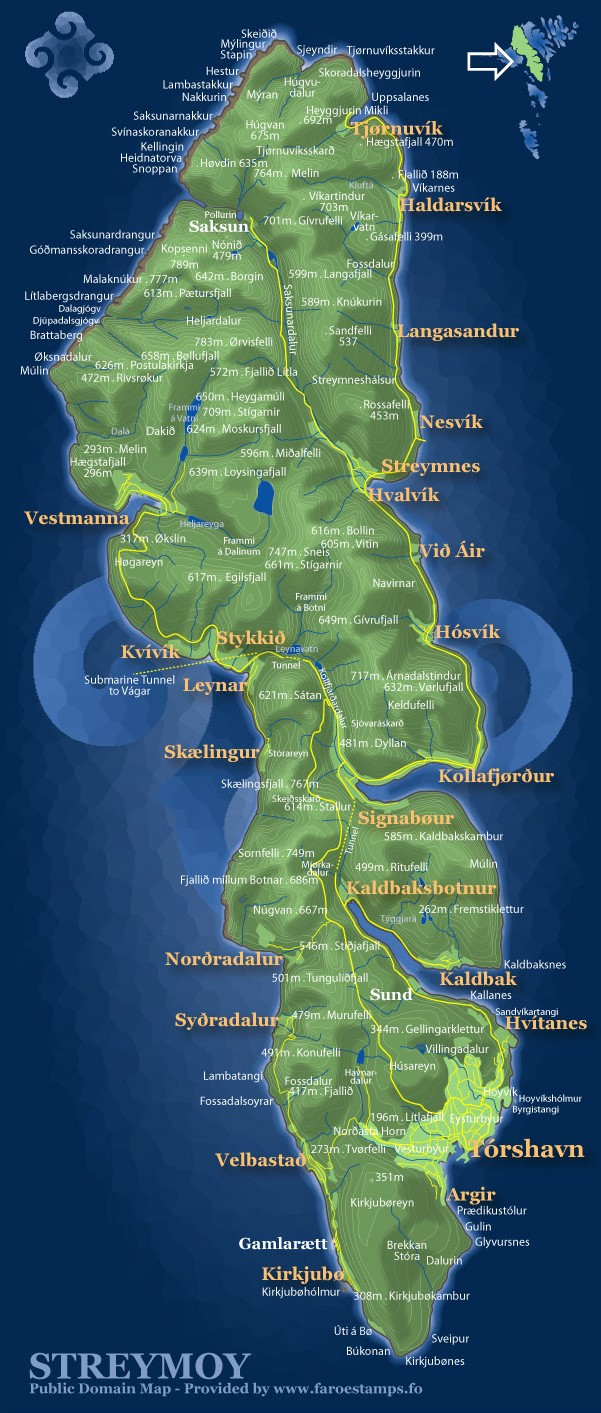
Mapa de Streymoy

L'illa presenta una forma allargada i es va aprimant a mesura que ens dirigim cap al sud-est. Té una llargada de 47 km i una amplada mitjana de 10 km. Hi ha dos fiords al sud-est: Kollafjørður i Kaldbaksfjørður. L'illa és muntanyosa, especialment al nord-oest. La seva cota màxima es troba al pic Kopsenni, amb 789 m. En aquesta àrea hi predominen els barrancs, que poden assolir fins a 500 m de caiguda. L'àrea de barrancs s'anomena Vestmannabjørgini, que significa "barrancs de Vestmanna".
Com en la resta de les Illes Feroe, existeixen petits rierols i llacs menors. La vegetació predominant és l'herba, i és característica l'absència d'arbres (tot i que en alguns pobles s'hi han plantat arbres dins o a la rodalia. Molts pobles es troben tancats (amb tanques) per evitar que les ovelles hi entrin.
L'illa de Streymoy es troba separada d'Eysturoy (una illa propera), per l'estret de Sundini, a l'est. A l'oest s'hi troba l'illa de Vágar i al sud l'illa de Sandoy (també s'hi troben les illes menors de Koltur, Hestur i Nólsoy).

### Important reserva d'aus
La costa nord-est ha estat identificada com una important reserva d'aus perquè és un indret on solen reproduir-se moltes espècies d'aus marines com el Fulmarus (amb 75.000 parelles), l'escateret (2.500 parelles), el corb marí emplomallat (150 parelles), el paràsit gros (amb 120 parelles), la gavineta (amb 9.000 parelles), el fraret atlàntic (amb 20.000 parelles) i el Somorgollaire alablanc (amb 300 parelles).

## Població
A l'illa hi viuen 24 682 persones (gener de 2020), que representen un 40% del total de població de les Illes Faroe. La majoria de població es localitza a la seva capital, Tórshavn, el terme municipal del qual té una població de més de 20.000; dels quals 13.541 viuen a Tórshavn, 4225 a Hoyvík i 2.245 a Argir, que són districtes de la ciutat. Més de 1.200 persones viuen a Vestmanna, i 816 a Kollafjørður. La capital és seu del govern de les illes, seu de la universitat, principal port i la principal zona comercial de les illes.

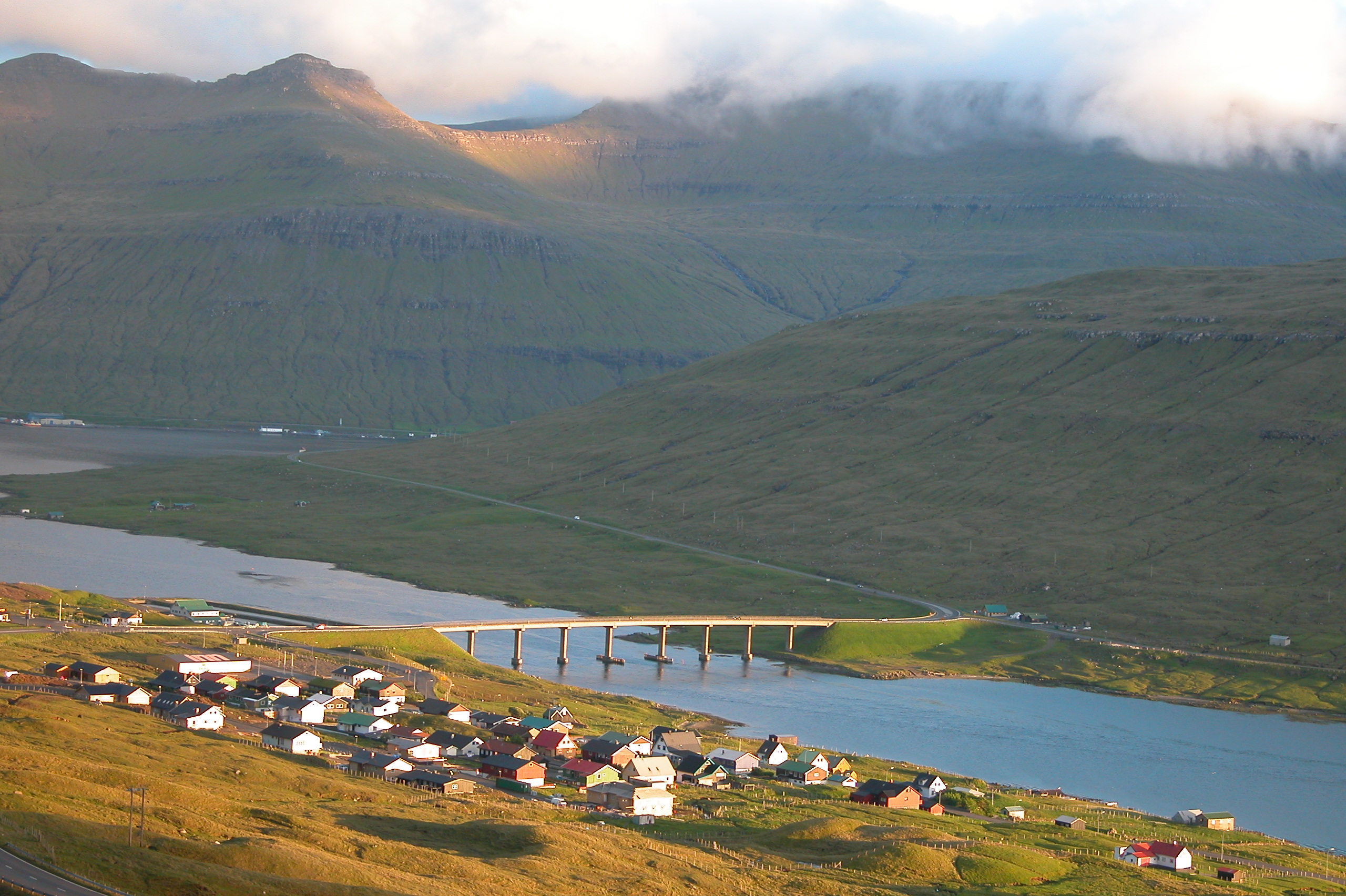
El pont Streymin sobre l'estret de Sundini, connecta Eysturoy (riba propera a nosaltres) amb Streymoy (riba distant).
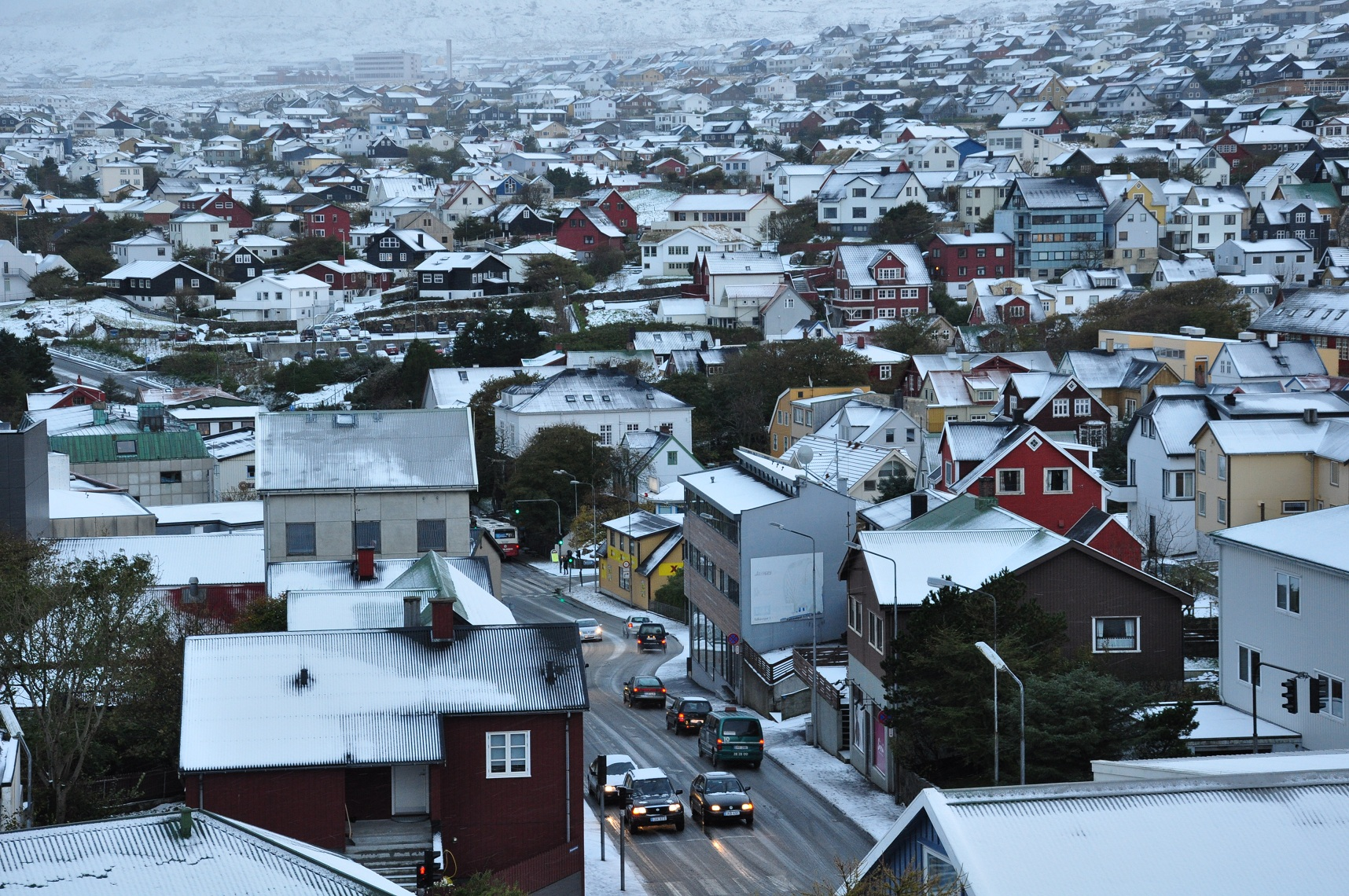
La capital.
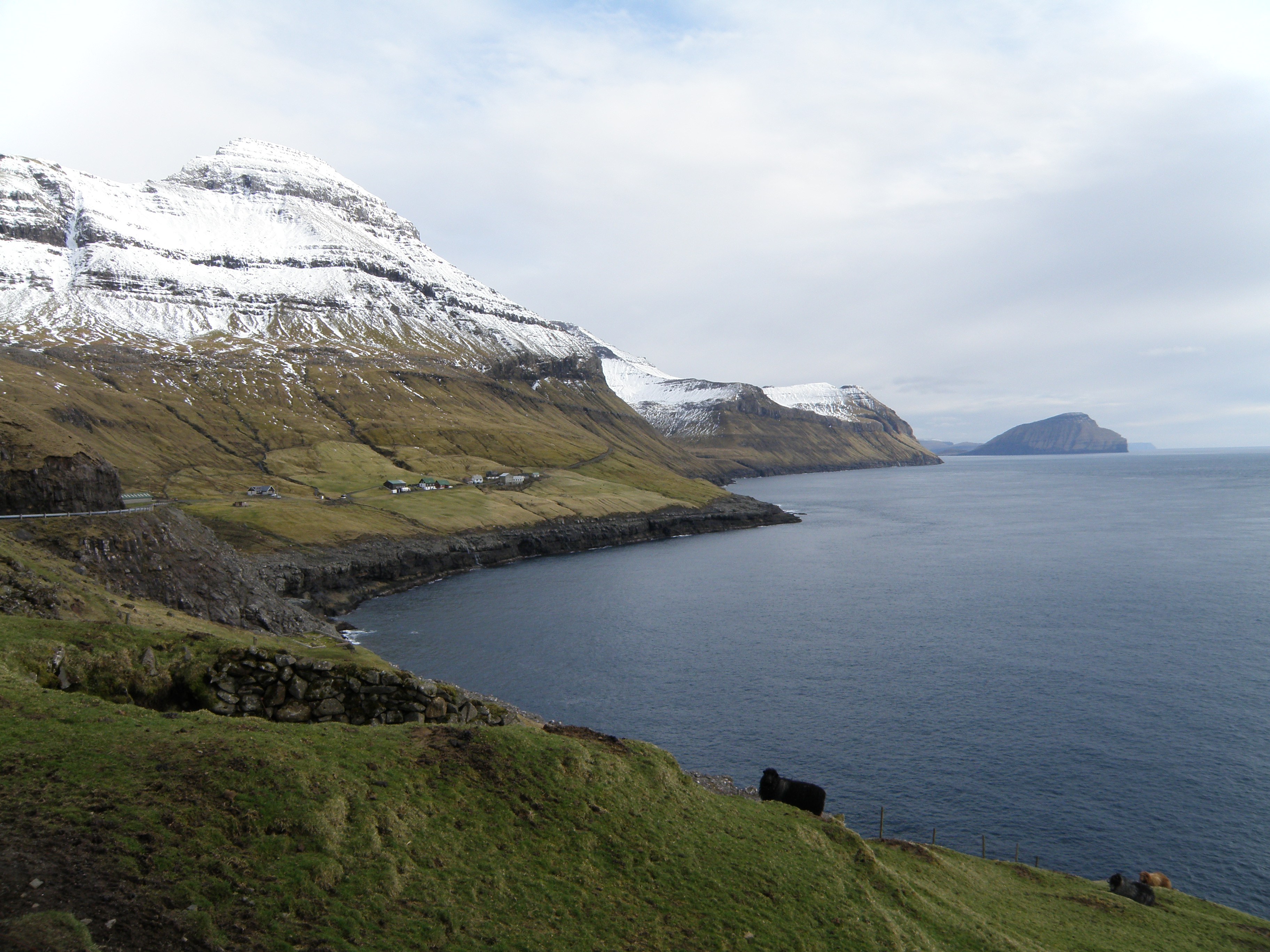
Costa est de Streymoy.
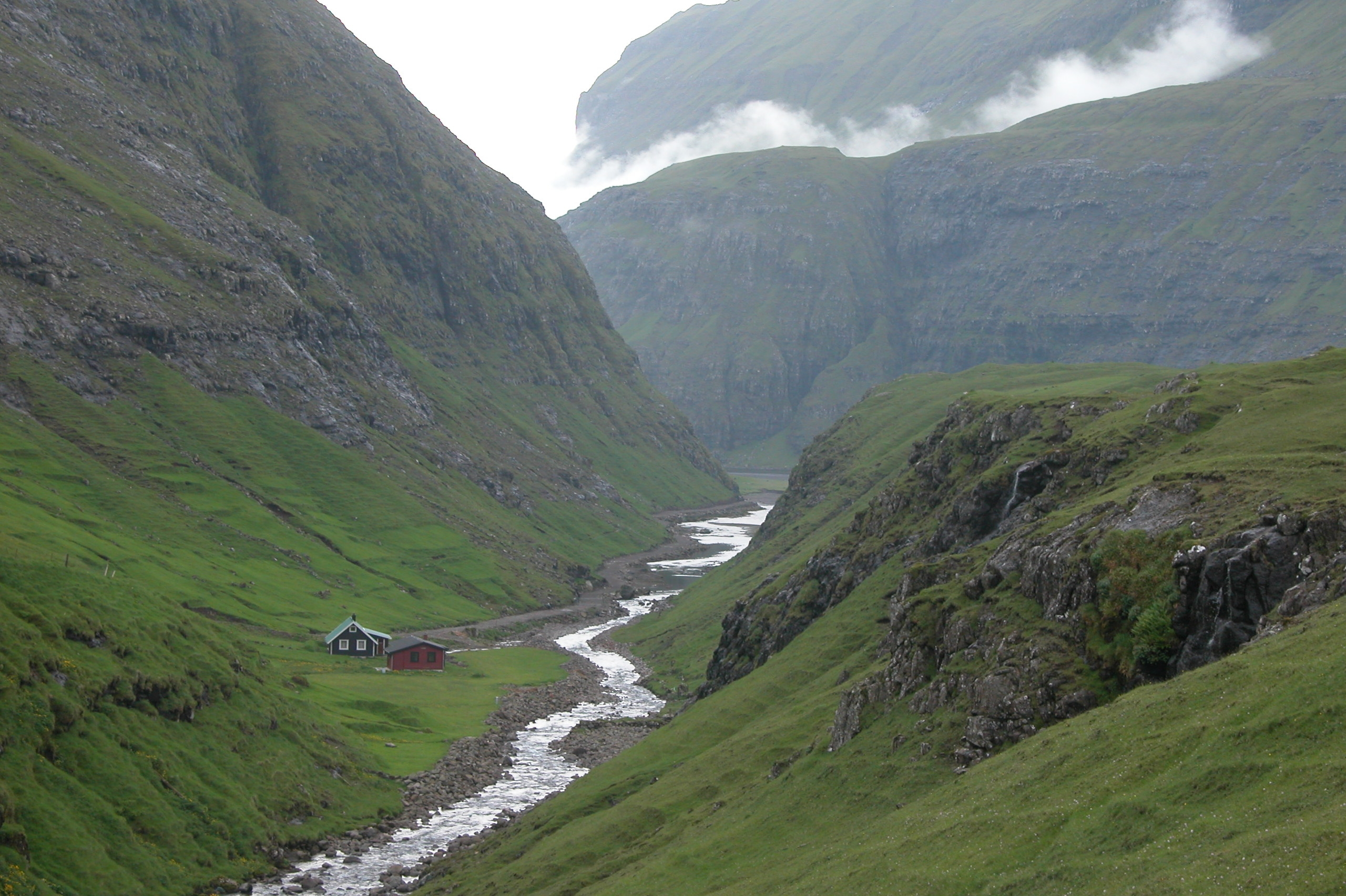
Paisatge de muntanya prop de Saksun.
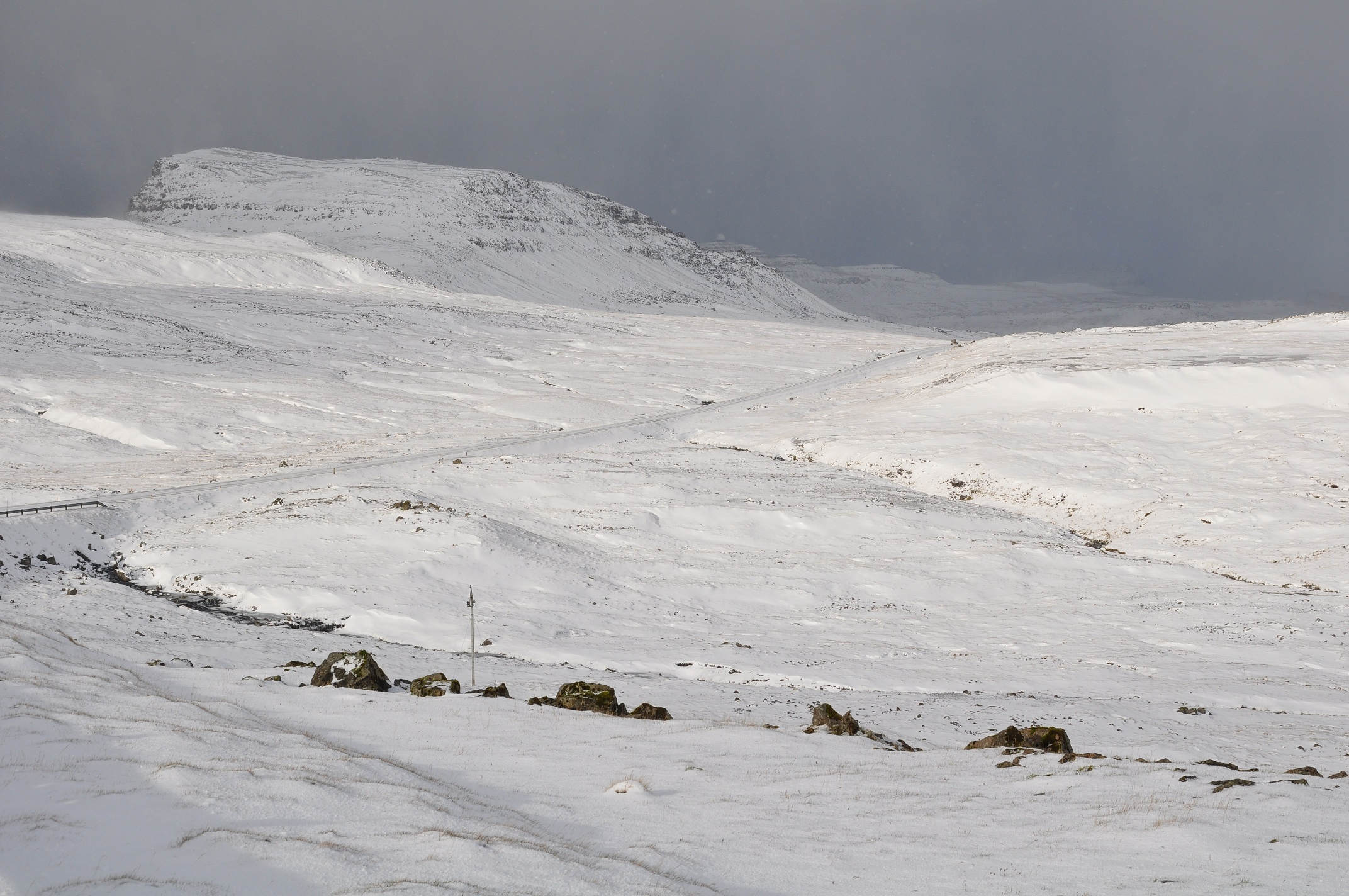
Les muntanyes d'Streymoy a l'hivern.